# Cymbidium atropurpureum
Espèce
Cymbidium atropurpureum est une espèce d'orchidées du genre Cymbidium originaire d'Asie du Sud-Est.